# Promenade Éric-Tabarly
La promenade Éric-Tabarly est une voie située dans le quartier de la Villette du 19e arrondissement de Paris, en France.

## Situation et accès
Cette promenade longe le quai de la Loire entre les nos 31 et 39. Elle fait face à la promenade Florence-Arthaud, qui se situe de l'autre côté du bassin, au niveau du port de plaisance.

## Origine du nom
Elle porte le nom de l'officier de Marine et navigateur français Eric Tabarly (1931-1998), innovateur par la conception de ses bateaux et compétiteur des plus grandes courses de voiles, qui disparaît en mer d'Irlande sur son bateau, le Pen Duick, le 13 juin 1998.

## Historique
La voie longeant le bassin de la Villette prend sa dénomination actuelle en 2008.

## Bâtiments remarquables et lieux de mémoire
- Le bassin de la Villette.
- La promenade Florence-Arthaud.